# 田中屋せんべい総本家
株式会社田中屋せんべい総本家（たなかやせんべいそうほんけ）は、岐阜県大垣市に本店のある和菓子店。

## 概要
日本一堅い煎餅「みそ入大垣せんべい」で知られる老舗和菓子店。「みそ入大垣せんべい」は「柿羊羹」（つちや）や「金蝶饅頭」（金蝶堂総本店）とともに大垣の「三銘菓」とも呼ばれた。
「みそ入大垣せんべい」は岐阜県産の小麦粉と、丸山商店で専用に作られた白味噌などを使用し、手焼に製法に拘っている。材料に卵を使わないため元々堅いが、半分に折った「二ッ折」やさらに半分に折った「四ッ折」といったより堅い形状でも販売している。

## 歴史
1859年（安政6年）大阪での修行を終えた初代・田中増吉が「玉穂堂」を創業、同時に「味噌入厚焼煎餅」（後の「みそ入大垣せんべい」）を考案した。みそ入大垣せんべいの焼型には、古い屋号の名残として輪と稲穂がデザインされている。4代目当時に煎餅製造の機械化も検討されたが、艶のない煎餅を見て即時却下されたという逸話も残る。
5代目当時は煎餅の売り上げ低迷の影響から洋菓子をメインに製造し、煎餅は4代目が育てた職人から仕入れる形をとっていた。1976年（昭和51年）には岐大バイパス沿い（現在のファクトリーショップの場所）に洋菓子店とレストランを併設したボンジュールタナカを開店した。当初の売り上げは良好であったが、徐々に経営が悪化していった。
名古屋の老舗和菓子店で修行を終えた6代目・田中裕介が27歳で戻ると、自社の煎餅1本へと方針を転換。裕介は「日本一試作をする煎餅屋」を自称して新作の煎餅を模索、今日では常設商品として定着しているキャラメル煎餅「まつほ」のほかバレンタイン向け商品やチョコミント味など一風変わった煎餅を開発している。なお、田中裕介は老舗和菓子店の若手店主グループ「本和菓衆」の発起人である。

## 主な商品
- みそ入大垣せんべい
- まつほ
- 玉穂堂
- せんべいびー

## 店舗
- 本店（岐阜県大垣市）
- ファクトリーショップ（岐阜県大垣市）